# 魯德尼亞-西多里夫西克
50°57′8″N 29°34′30″E / 50.95222°N 29.57500°E
魯德尼亞-西多里夫斯凱（烏克蘭語：Рудня-Сидорівська）是位於烏克蘭北部的村莊，由基辅州维什霍罗德区的伊萬基夫市鎮負責管轄。該村始建於1700年，面積0.7平方公里，海拔高度137米，2001年人口31。